# Jens Vortmann
Jens Vortmann (* 10. Juli 1987 in Berlin) ist ein ehemaliger deutscher Handballtorwart.

## Sportliche Laufbahn
Nach 13 Jahren beim BFC Preussen in Berlin-Lankwitz wechselte Vortmann 2005 zum damaligen Zweitligisten Füchse Berlin. In seiner Jugend spielte er zusätzlich für die Landesauswahl Berlin und schließlich von 2005 bis 2007 in der Junioren-Nationalmannschaft. Im Januar 2008 spielte Vortmann im Rahmen eines Zweitspielrechts für den LHC Cottbus, dessen etatmäßiger Torwart Tomasz Wilkosz aufgrund eines Gehirntumors ausfiel. Sein Vertrag bei den Füchsen Berlin lief im Jahr 2009 aus. Von der Saison 2009/10 an spielte Vortmann für den DHC Rheinland. Während dieser Saison wurde er auch erstmals für die deutsche B-Nationalmannschaft nominiert. Aufgrund des Zwangsabstieg des Dormagener Handball-Clubs in die 2. Handball-Bundesliga zur Saison 2011/12 wegen Insolvenz, wechselte Jens Vortmann zu GWD Minden. Am 30. März 2015 gab GWD Minden bekannt, dass Vortmann zum HSV Hamburg wechseln wird. Nach dem Insolvenzantrag der Hamburger wechselte er im Januar 2016 zum SC DHfK Leipzig. Dort verlängerte er Ende des Jahres seinen Vertrag bis 2020. Vortmann bestritt 118 Spiele für die Leipziger, in denen er 7 Tore warf und eine Durchschnittliche Quote von ca. 28,8 % hatte. Anschließend wechselte er zum Wilhelmshavener HV. Im Februar 2021 zog er eine Option seines Spielervertrages und verließ den Verein. Daraufhin kehrte er zum Handball Sport Verein Hamburg zurück. Mit dem Handball Sport Verein Hamburg stieg er 2021 in die Bundesliga auf. Nach der Saison 2023/24 beendete er seine Karriere.

## Privates
Jens Vortmann absolvierte 2007 am Willi-Graf-Gymnasium in Berlin-Lichterfelde das Abitur und begann im April 2008 das Studium der Luft- und Raumfahrttechnik an der TU Berlin. Mit seinem Wechsel zu TSV Dormagen wechselte er auch an die Universität zu Köln und begann im Wintersemester 2009/10 dort Betriebswirtschaft zu studieren.
Nach dem erneuten Wechsel zu GWD Minden immatrikulierte er sich zum Wintersemester 2011/12 wieder an der TU Berlin, wo er seither Wirtschaftsingenieurwesen studiert.

## Sportliche Erfolge
- U20-Europameister 2006
- U21-Vize-Weltmeister 2007
- Aufstieg in die erste HBL 2007, 2012, 2021